# 奥林达圣方济各修道院
奥林达圣方济各修道院（葡萄牙语：Convento de São Francisco）是一组罗马天主教建筑群，位于巴西伯南布哥州奥林达，包括雪地圣母堂（Igreja de Nossa Senhora das Neves）、圣罗格小堂（Capela de São Roque）和祭衣间。它是巴西最古老的方济各会修道院。。

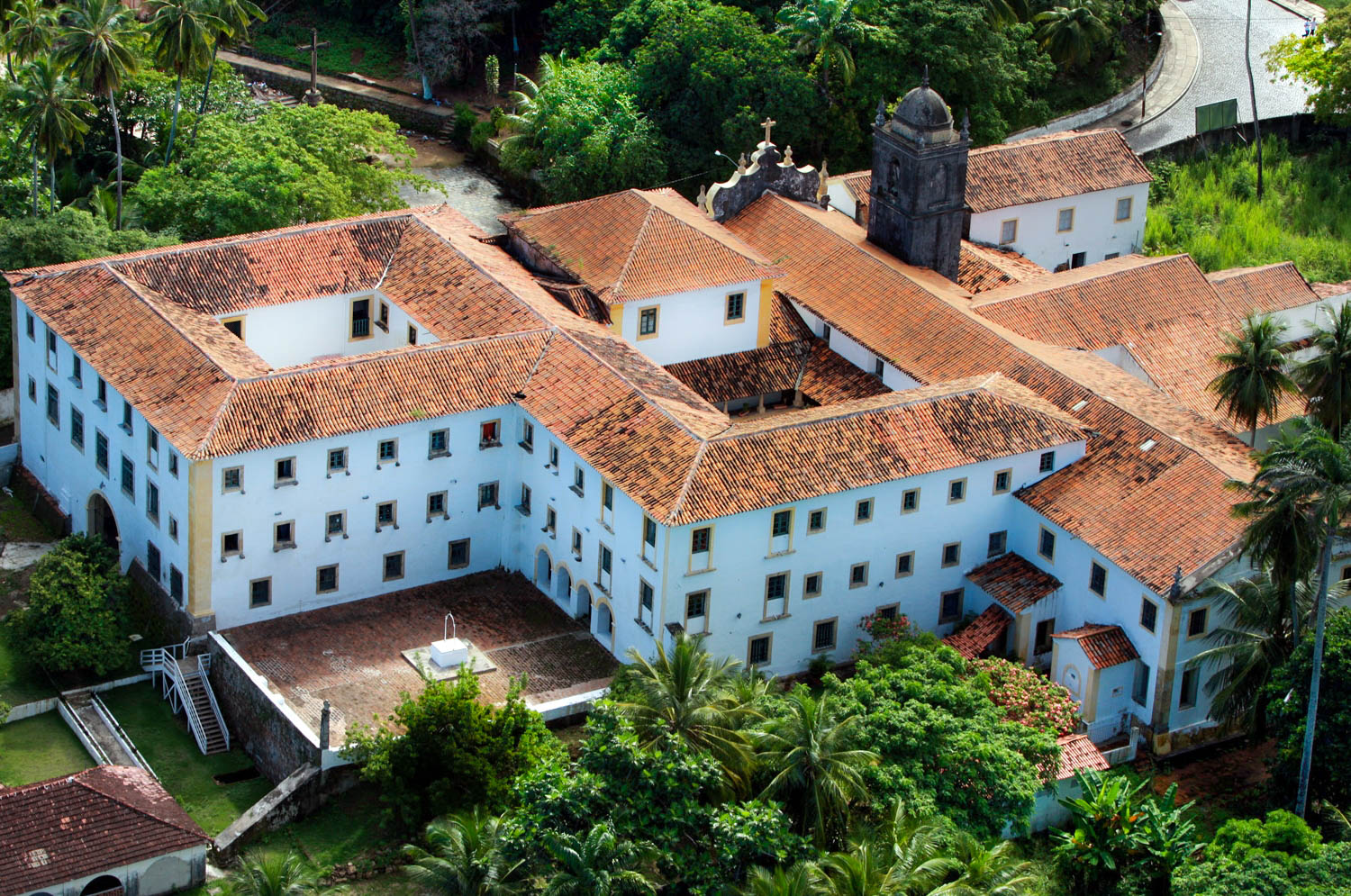
奥林达圣方济各修道院

其建造开始于1585年。在1631年被荷兰人部分摧毁，17世纪重建。
修道院里有著名的葡萄牙瓷砖画，还有天花板上丰富的木雕作品，里面装着十八世纪的画。修道院还有一个图书馆，收藏了珍贵的珍贵作品，并在其中安装了伯南布哥的第一个公共图书馆。
奥林达圣方济各修道院作为奥林达历史中心的一部分，被联合国教科文组织列为世界遗产。

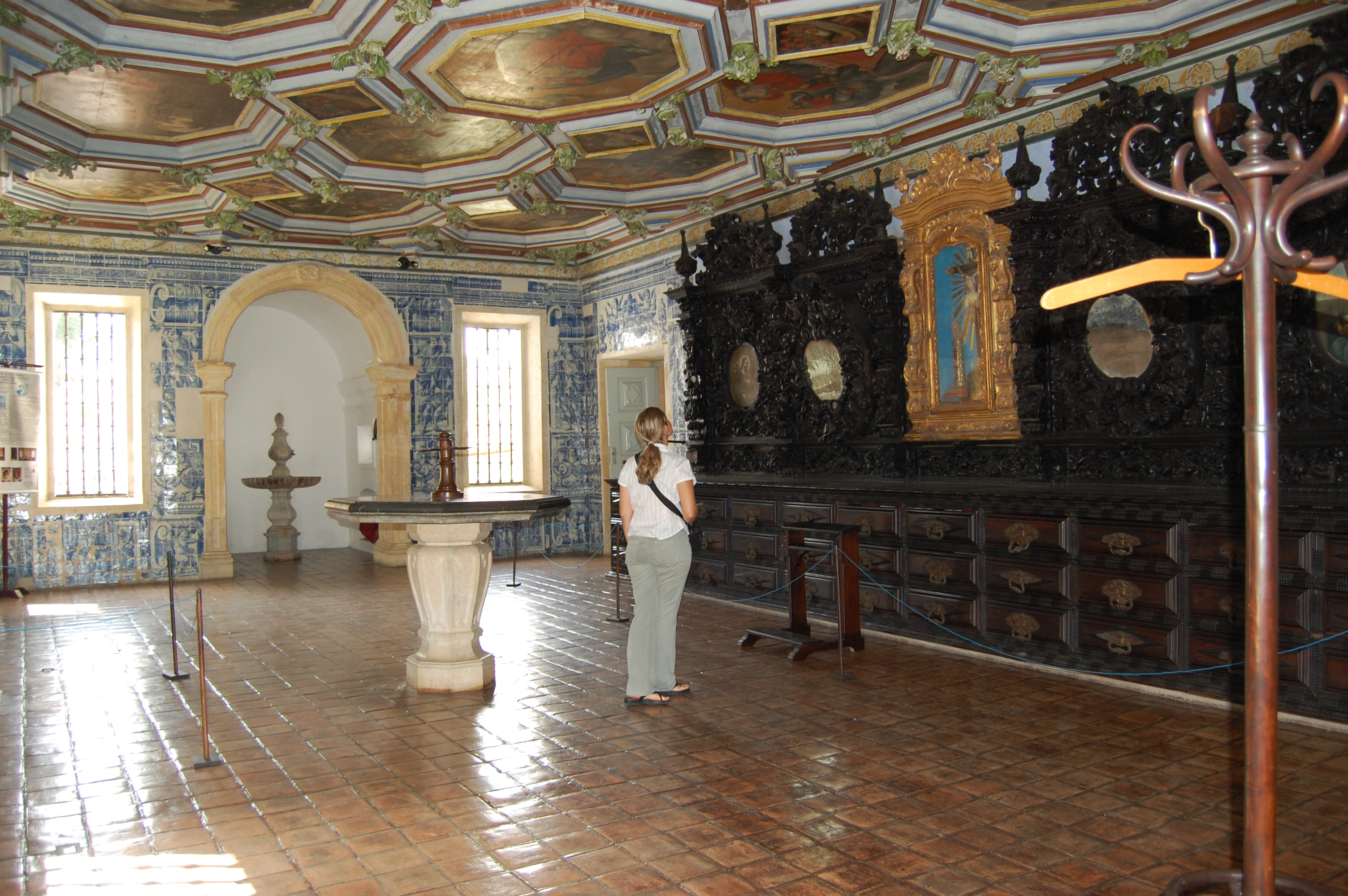
祭衣间
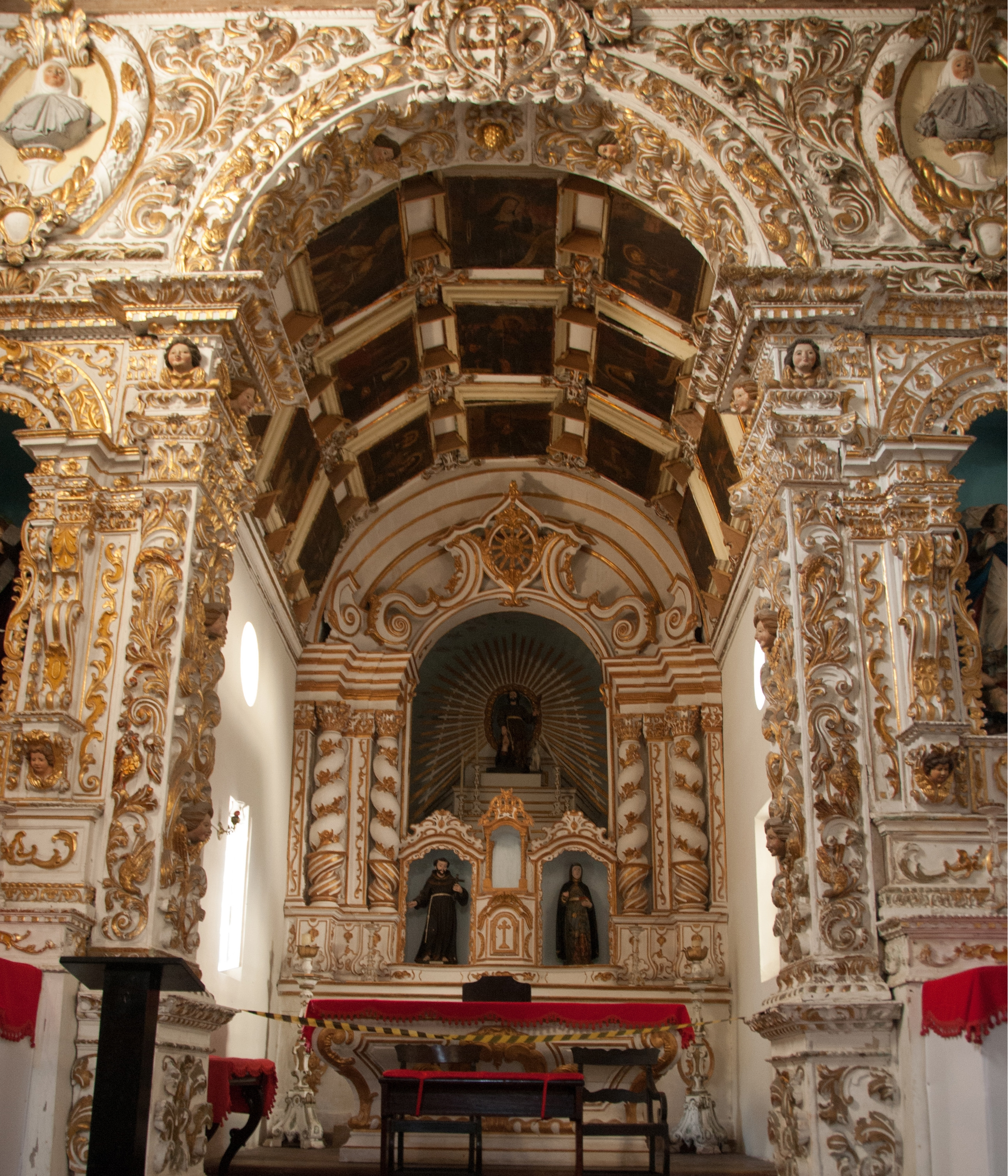
圣罗格小堂
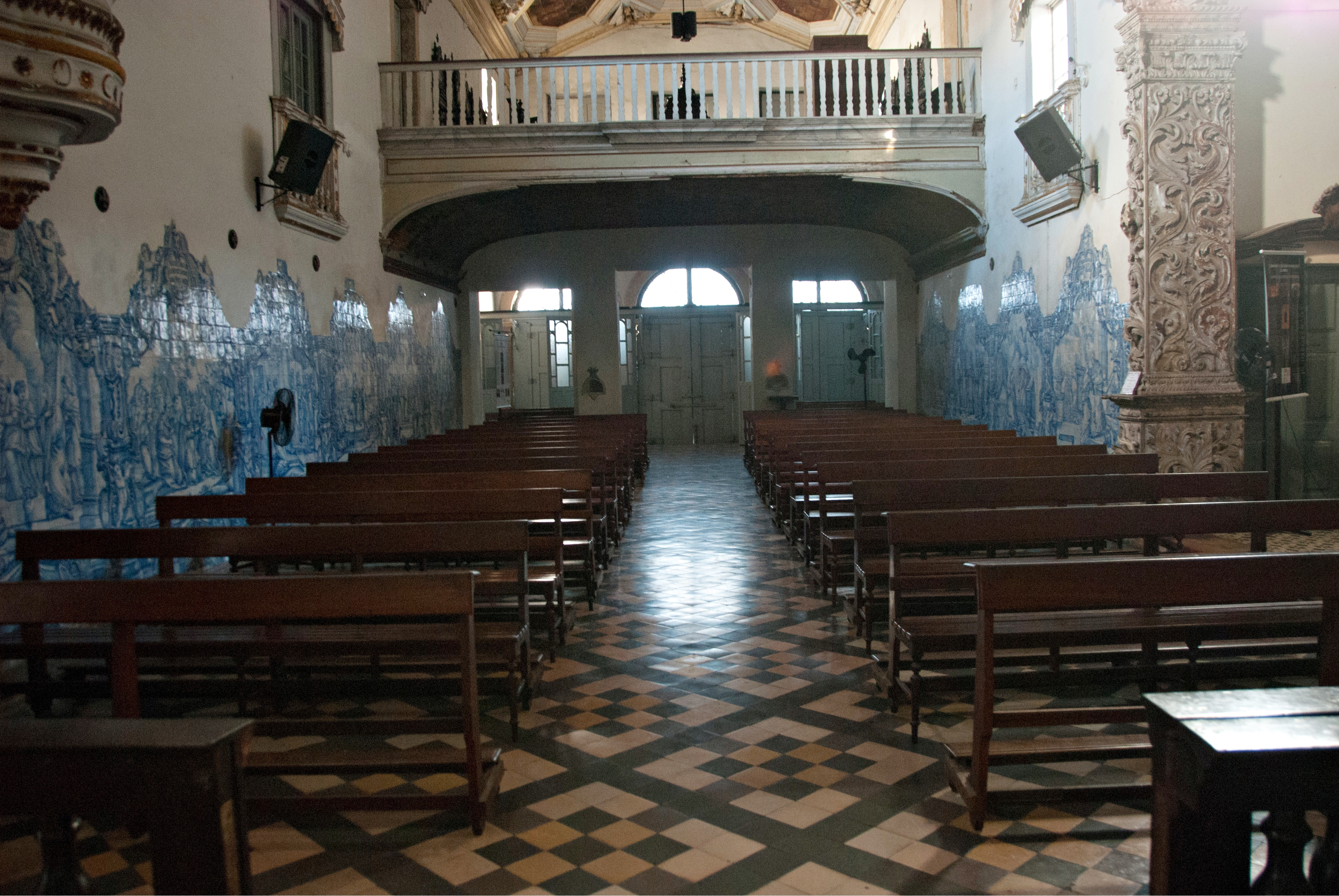
雪地圣母堂
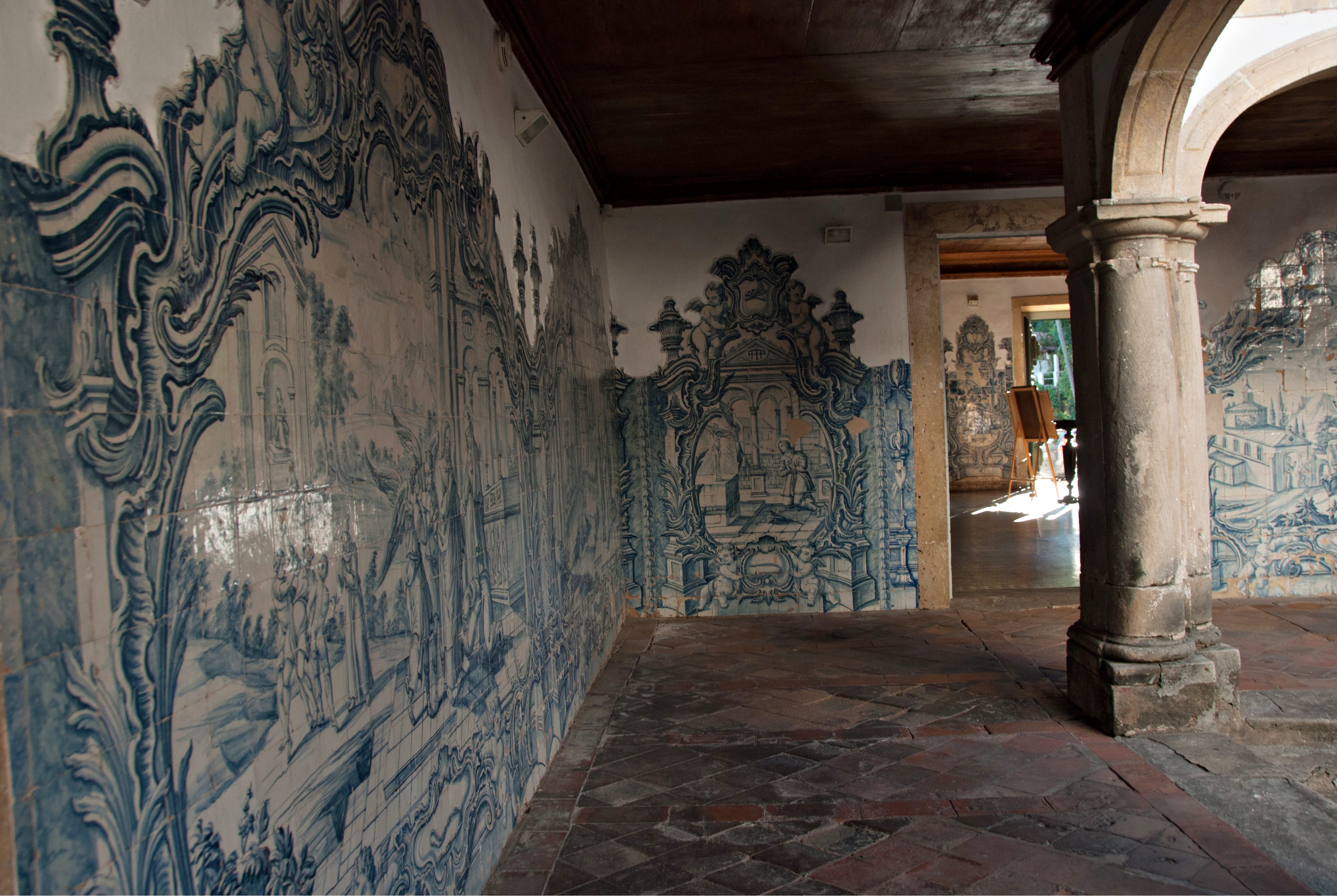
瓷砖画
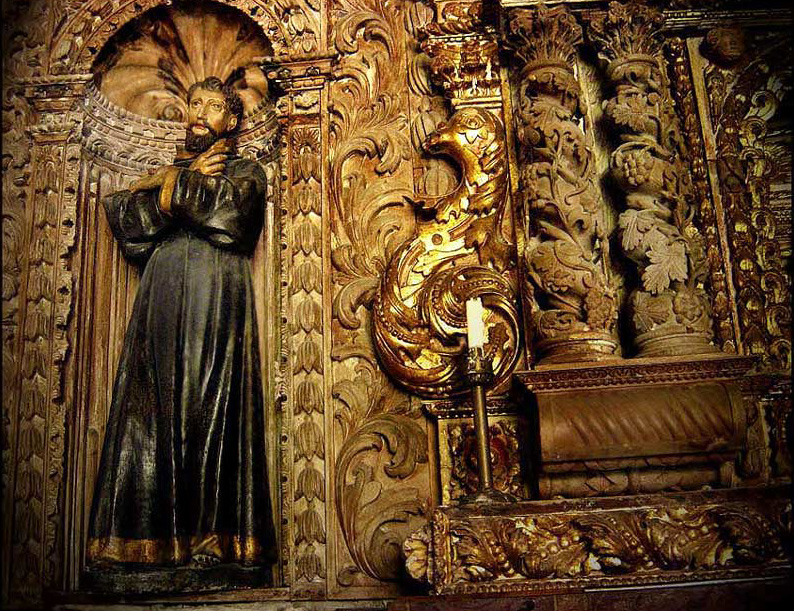